# PFC Slavia Sofia
El PFC Slavia Sofia (en búlgaro: ПФК Славия София) es un club de fútbol búlgaro de la ciudad de Sofia. Fundado el 10 de abril de 1913, es uno de los clubes antiguos de Bulgaria. Disputa sus partidos como local en el estadio Ovcha Kupel, con capacidad para 18.000 espectadores, y juega en la Liga Profesional de Bulgaria. Los colores tradicionales del club son el blanco y el negro.
El club ha ganado siete Campeonatos de liga de Bulgaria y ocho Copas. También ha sido segundo en el campeonato en nueve ocasiones y llegó a la final de copa otras siete veces más. Entre los éxitos internacionales más destacados del equipo está unas semifinales de la Recopa de Europa en 1967 y dos Copas de los Balcanes (1986 y 1988).

## Historia
El 10 de abril de 1913, un grupo de jóvenes que vivían cerca del monumento Russki Pametnik en Sofía y representantes de los clubes locales de la capital Botev y Razvitie, decidieron fusionarse y fundar, en un café de la calle Alabin, el primer club deportivo organizado de Sofía y de Bulgaria. Dimitar Blagoev, Palio, un estudiante de 21 años de edad, fue elegido como el primer presidente del Slavia, el nuevo club. Desde entonces, el club ha sido denominado: Slavia’45 (1945-1946), Stroitel (1949-1950), Udarnik y JSK–Slavia (1968-1971).
Como miembros del consejo de administración del primer club fueron elegidos Emanuil Geshev, Ferdinand Mihaylov, Tsvyatko Velichkov, Georgi Grigorov y Todor Kalkandzhiev. Unos días más tarde, fue elegido como el primer equipo de fútbol del club Stefan Lalov, Ilia Georgiev, Emanuil Geshev, Todor Kalkandzhiev, Stefan Chumpalov, Dimitar Blagoev – Palio (todos ellos del "Botev") y Pavel Grozdanov, Ferdinand Mihaylov, Boris Sharankov, Asen Bramchev y Dimitar Cvetkov (todos ellos del "Razvitie"). Los colores de la equipación del club eran camisas blancas y pantalones negros. Desde 1924 el equipo juega con camisas blancas y pantalones cortos blancos hasta la actualidad y son conocidos como el "orgullo blanco". El 11 de agosto de 1913, el Slavia disputó su primer partido contra el equipo local "Savata" y ganó por 1-0.
Después de la Primera Guerra Mundial, el Slavia comenzó a ser más exitoso. El 5 de junio de 1928, el equipo ganó el título de campeón de Bulgaria, ganando por 4-0 en el partido final contra el Vladislav Varna. El título fue ganado por el Slavia en cinco ocasiones más, en 1929-30, 1935-36, 1938-39, 1940-41 y 1942-43. En 1948 se creó el Campeonato Nacional Republicano de Bulgaria, el antecedente del actual Campeonato profesional búlgaro, y el Slavia consiguió su primera victoria el 10 de octubre de 1948 en Vidin. El Slavia ganó por 0-1 y el autor del histórico y único gol fue George Stoychev (alias "el patata").
El Slavia disputó su primer partido internacional en competición europea el 2 de octubre de 1963, en la ronda de 1/16 en el torneo de la Recopa de Europa en Budapest contra el MTK Budapest. Los húngaros ganaron con una victoria mínima de 1-0. Los siguientes jugadores tomaron parte en el histórico debut del Slavia en Europa: Stephen Pashoolov, Stoyan Aleksiev, Peter Velichkov, Peter Panagonov, Ivan Davidov, Peter Petrov, Michail Mishev, Emanuil Manolov, Anton Krystev, Alexander Vasilev y George Bor. Gugalov. El primer gol del Slavia en competición europea lo anotó Michail Mishev el 9 de octubre de 1963 en Sofía, en el partido de vuelta contra el MTK Budapest de Hungría (1-1).
El Slavia se convirtió en el primer equipo búlgaro que consiguió llegar a las semifinales de una competición europea durante la Recopa de Europa 1966-67, cuando el Slavia eliminó al Swansea City, RC Strasbourg y el Servette FC, antes de ser eliminados por los Rangers en las semifinales.
Hasta ahora el Slavia ha jugado todas las temporadas de la primera división del campeonato búlgaro a partir de 1924. Desde su fundación, el Slavia ha logrado el doblete una vez, en 1996 cuando ganó la A PFG y la Copa de Bulgaria, en su temporada más exitosa hasta la fecha. Nasko Sirakov fue el máximo goleador con 16 tantos y fue elegido mejor jugador búlgaro del año.

## Estadio

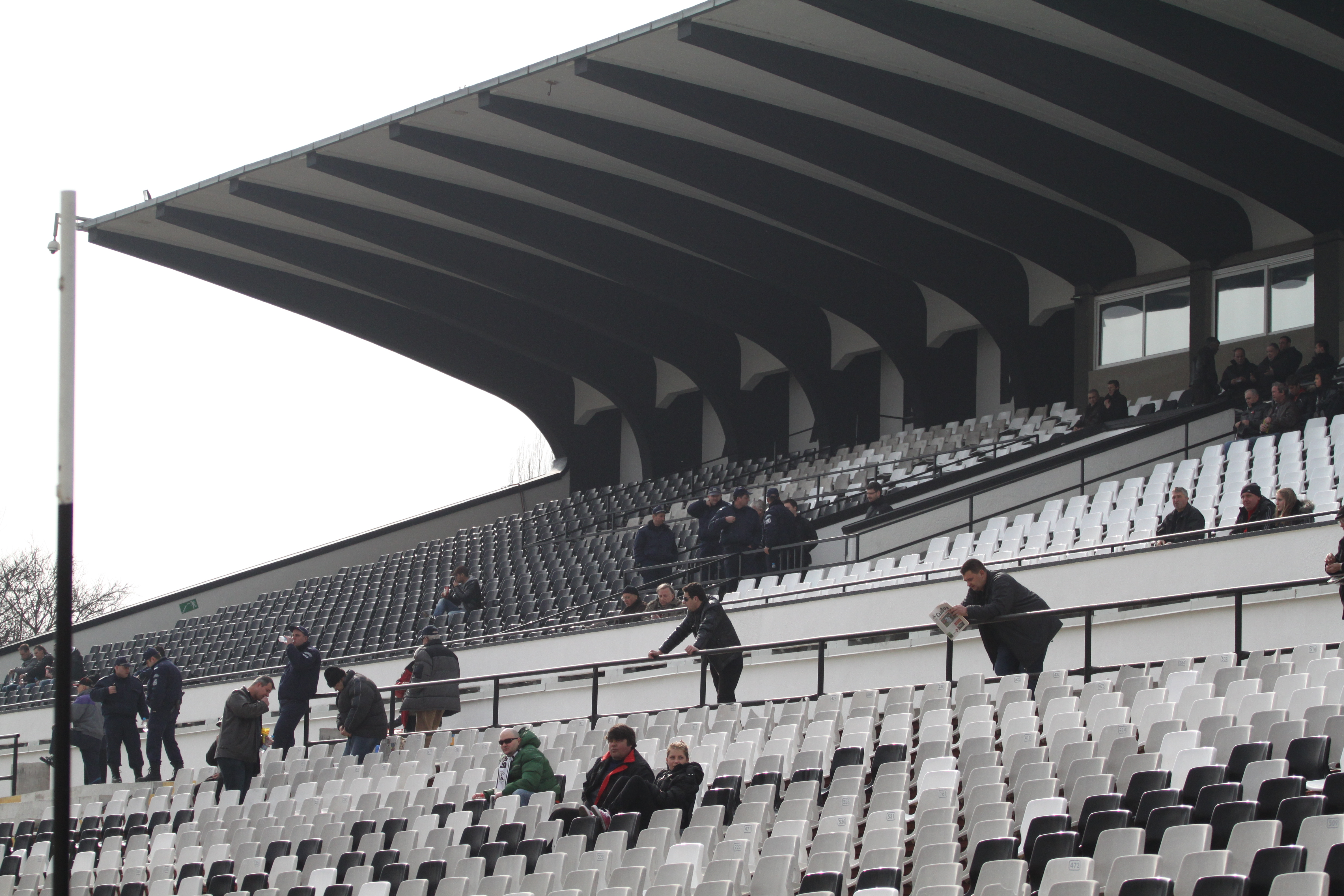
Estadio Slavia en 2011.

En los primeros diez años después de la fundación del Slavia, el club jugó en el estadio de su predecesor SC Razvitie. El 3 de octubre de 1923, el Slavia se convirtió en el propietario del estadio hasta el Monumento de Rusia en Sofía, donde estaba el primer estadio del club. Jugaron sus partidos como local allí durante los siguientes cuarenta años, hasta que se mudaron hacia el oeste de Sofía en 1960.
El 12 de marzo de 1958, comenzó la construcción del estadio Slavia. El alcalde de la sexta área de Sofía y el presidente del equipo de baloncesto femenino del Slavia, Dimitar Tinev presidió la imposición en el lugar de la primera piedra. El estadio está construido en el barrio residencial Ovcha Kupel, servida por servicios regulares de autobús a 6 km del centro de Sofía. El estadio Slavia ha sufrido muchos cambios a lo largo de los años y en la actualidad tiene una capacidad de 15.992 espectadores sentados.

## Jugadores

### Jugadores destacados
| - Raïs M'Bolhi - Sead Halilagić - Petar Aleksandrov - Dimitar Baykushev - Dimitar Blagoev - Chavdar Cvetkov - Georgi Cvetkov - Ivan Davidov - Blagoy Georgiev - Bozhidar Grigorov - Georgi Haralampiev - Ivan Iliev - Asen Karaslavov - Stefan Kolev | - Todor Kolev - Vanio Kostov - Martin Kushev - Dimitar Largov - Zdravko Lazarov - Krum Milev - Asen Nikolov - Georgi Pachedzhiev - Yordan Petkov - Todor Pramatarov - Dimitar Rangelov - Aleksandar Shalamanov - Petar Shopov - Simeon Simeonov | - Nasko Sirakov - Dobromir Tashkov - Aleksandar Vasilev - Mladen Vasilev - Chavdar Yankov - Yordan Yosifov - Zdravko Zdravkov - Andrey Zhelyazkov - Jane Nikolovski - Budimir Đukić - Velimir Ivanović - Vuk Rašović |

## Palmarés

### Torneos nacionales
- Liga Profesional de Bulgaria (7): 1928, 1930, 1936, 1939, 1941, 1943, 1996
- Copa de Bulgaria (8): 1952, 1963, 1964, 1966, 1975, 1980, 1996, 2018

### Torneos internacionales
- Copa de los Balcanes (2): 1986, 1987-88 (No Oficial)

## Entrenadores
La siguiente es una lista de los últimos entrenadores del Slavia.
| Nombre                     | País                                    | Desde                    | Hasta                    | Palmarés        |
| -------------------------- | --------------------------------------- | ------------------------ | ------------------------ | --------------- |
| Oleh Bazylevych            | Bandera de Rusia                        | 1987                     | 1988                     | –               |
| Miroslav Mironov           | Bandera de Bulgaria                     | octubre de 1999          | mayo de 2000             | –               |
| Žarko Olarević             | Bandera de Serbia                       | mayo de 2000             | 23 de noviembre de 2000  | –               |
| Kiril Kachamanov           | Bandera de Bulgaria                     | 23 de noviembre de 2000  | 25 de septiembre de 2001 | –               |
| Žarko Olarević             | Bandera de Serbia                       | 25 de septiembre de 2001 | 18 de diciembre de 2002  | –               |
| Miodrag Ješić              | Bandera de Serbia                       | 18 de diciembre de 2002  | 23 de agosto de 2003     | –               |
| Ratko Dostanić             | Bandera de Serbia                       | 24 de agosto de 2003     | 23 de septiembre de 2004 | –               |
| Atanas Dzhambazki          | Bandera de Bulgaria                     | 23 de septiembre de 2004 | 29 de marzo de 2005      | –               |
| Petar Houbchev             | Bandera de Bulgaria                     | 29 de marzo de 2005      | 10 de noviembre de 2005  | –               |
| Alyosha Andonov            | Bandera de Bulgaria                     | 10 de noviembre de 2005  | 2 de julio de 2006       | –               |
| Ratko Dostanić             | Bandera de Serbia                       | 3 de julio de 2006       | 26 de diciembre de 2006  | –               |
| Alyosha Andonov            | Bandera de Bulgaria                     | 26 de diciembre de 2006  | 6 de junio de 2007       | –               |
| Stevica Kuzmanovski        | Bandera de Macedonia del Norte          | 6 de junio de 2007       | 2 de junio de 2009       | –               |
| Velislav Vutsov            | Bandera de Bulgaria                     | 2 de junio de 2009       | 18 de mayo de 2010       | –               |
| Emil Velev                 | Bandera de Bulgaria                     | 19 de mayo de 2010       | 28 de mayo de 2011       | –               |
| Martin Kushev              | Bandera de Bulgaria                     | 28 de mayo de 2011       | 29 de noviembre de 2012  | –               |
| Velislav Vutsov            | Bandera de Bulgaria                     | 30 de noviembre de 2012  | 5 de junio de 2013       | –               |
| Asen Bukarev               | Bandera de Bulgaria                     | 5 de junio de 2013       | 20 de octubre de 2013    | –               |
| Milen Radukanov            | Bandera de Bulgaria                     | 21 de octubre de 2013    | 31 de agosto de 2014     | –               |
| Ivan Kolev                 | Bandera de Bulgaria                     | 1 de septiembre de 2014  | 30 de noviembre de 2015  | –               |
| Vladimir Ivanov (interino) | Bandera de Bulgaria                     | 30 de noviembre de 2015  | 18 de diciembre de 2015  | –               |
| Aleksandr Tarkhanov        | Bandera de Rusia                        | 18 de diciembre de 2015  | 2 de noviembre de 2016   | –               |
| Vladimir Ivanov            | Bandera de Bulgaria                     | 3 de noviembre de 2016   | 11 de mayo de 2017       | –               |
| Zlatomir Zagorčić          | Bandera de Bulgaria · Bandera de Serbia | 11 de mayo de 2017       | presente                 | 1 Bulgarian Cup |

## Estadísticas
| # | Nombre             | País                | PJ  | Activo |
| - | ------------------ | ------------------- | --- | ------ |
| 1 | Andrey Zhelyazkov  | Bandera de Bulgaria | 338 | No     |
| 2 | Atanas Aleksandrov | Bandera de Bulgaria | 317 | No     |
| 3 | Iliya Iliev        | Bandera de Bulgaria | 306 | No     |
| 4 | Bozhidar Grigorov  | Bandera de Bulgaria | 301 | No     |
| 5 | Georgi Gugalov     | Bandera de Bulgaria | 293 | No     |

| # | Nombre             | País                | Goles | Activo |
| - | ------------------ | ------------------- | ----- | ------ |
| 1 | Andrey Zhelyazkov  | Bandera de Bulgaria | 136   | No     |
| 2 | Bozhidar Grigorov  | Bandera de Bulgaria | 128   | No     |
| 3 | Chavdar Cvetkov    | Bandera de Bulgaria | 104   | No     |
| 4 | Aleksandar Vasilev | Bandera de Bulgaria | 100   | No     |
|   | Petar Aleksandrov  | Bandera de Bulgaria | 100   | No     |